# 黑色荆棘
《黑色荆棘》是暴雪娱乐开发的一款平台游戏。1994年在超级任天堂和DOS平台发布，1995年增强图形和提高颜色在Sega 32X平台发布，1996年在Mac OS发布。超级任天堂版是由吉姆·李绘制。2003年在Game Boy Advance发布，颜色比原来版本光亮。由于Game Boy Advance的按键数量少，一些动作用按钮组合来设置。在2013游戏在Battle.net免费下载DOSBox版本。